# 让·拉库尔特

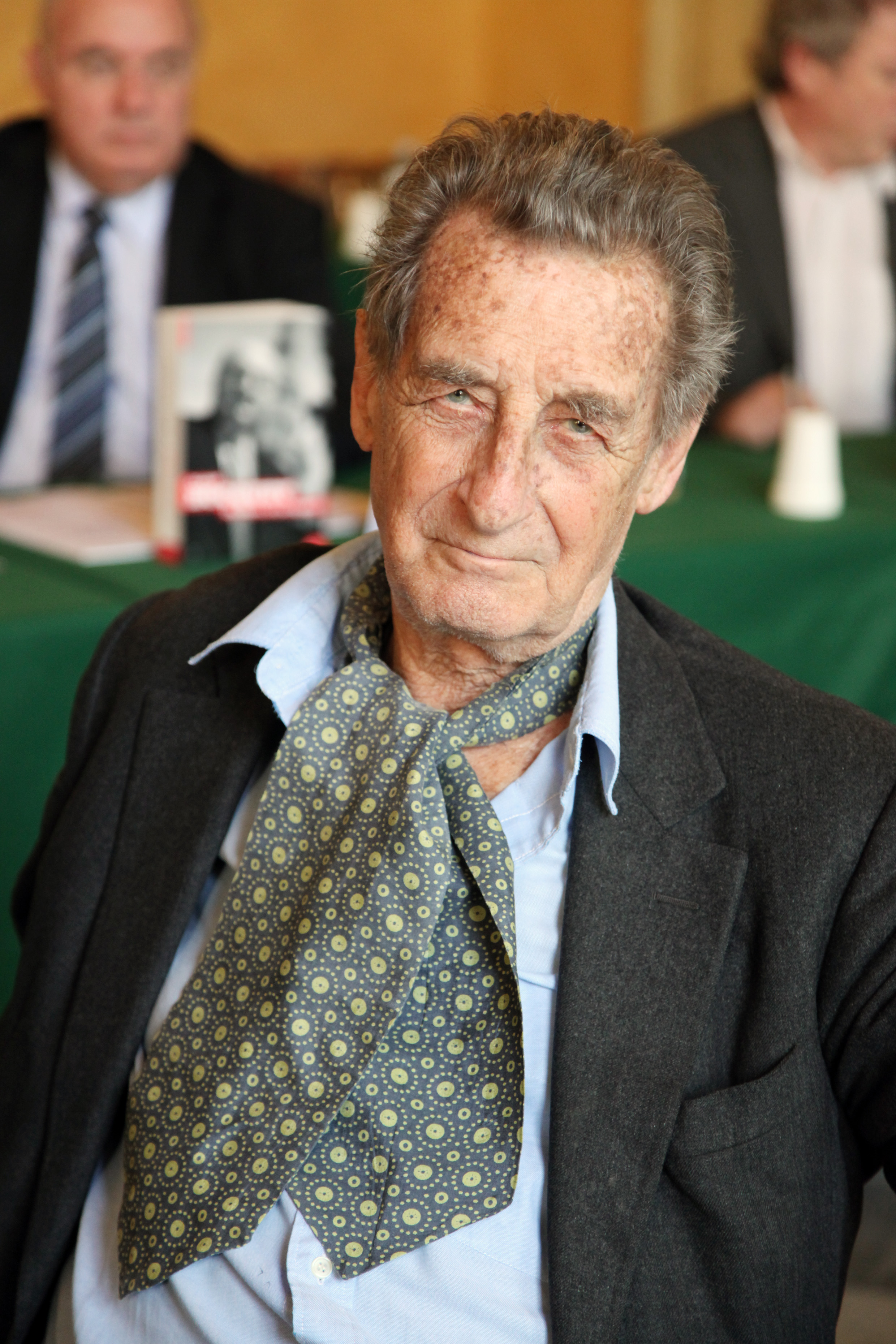
让·拉库尔特

让·拉库尔特（法語：Jean Lacouture；1921年6月9日—2015年7月16日）是一名法国记者、历史学家和作家，尤其知名于传记写作，涉及人物有胡志明、贾迈勒·阿卜杜-纳赛尔、莱昂·布鲁姆、夏爾·戴高樂、弗朗索瓦·莫里亚克、皮埃尔·孟戴斯-弗朗斯、弗朗索瓦·密特朗、孟德斯鸠、米歇爾·德·蒙田、安德烈·馬爾羅、日尔曼·蒂利翁、让-弗朗索瓦·商博良、雅克·里维耶尔、司汤达和约翰·肯尼迪。